# Zevenhuizen (Eemsmond)
Zevenhuizen – wieś w Holandii, w prowincji Groningen, w gminie Eemsmond. 